# Dylan Authors
Dylan Authors (* 2. Februar 1996 in Toronto, Kanada) ist ein kanadischer Schauspieler.

## Leben
Seine erste Filmrolle bekam Authors mit 10 Jahren. Es folgten weitere Gastauftritte in anderen Filmen und Serien, z. B. in Flash the Genius, Nikita und Connor Undercover. Außerdem bekam er die Rolle des Jimmy Boland in der TNT-Steven-Spielberg-Serie Falling Skies.

## Filmografie
- 2006: Obituary
- 2007: Mr.Magoriums Wonder Emporium
- 2007: Across the River to Motor City
- 2008: M.V.P.
- 2008: Grindstone Road
- 2008: Flash the Genius
- 2009: The Dealship
- 2010: Covert Affairs
- 2011: Nikita
- 2010–2011: Connor Undercover
- 2011–2012: Falling Skies (Fernsehserie, 10 Folgen)
- 2013: Cracked (Fernsehserie, 1 Folge)
- 2013: Unlikely Heroes (Fernsehserie, 8 Folgen)
- 2013: The Husband
- 2015: Saving Hope (Fernsehserie, 1 Folge)
- 2017: Der Nebel (The Mist, Fernsehserie, 4 Folgen)
- 2017: Murdoch Mysteries (Fernsehserie, 1 Folge)
- 2018: The Detail (Fernsehserie, 1 Folge)
- 2019: Ransom (Fernsehserie, 1 Folge)